# Minisode 2: Thursday's Child
Minisode2: Thursday's Child è il quinto EP e il quarto in lingua coreana della boy band sudcoreana TXT, pubblicato il 9 maggio 2022.

## Tracce
1. Opening Sequence – 2:58 (Koda, Sam Klempner, Bryn Christopher, Supreme Boi, Slow Rabbit, Lee Seu-ran, Huening Kai, January 8th, Taehyun, Danke, Yi Yi-jin)
2. Good Boy Gone Bad – 3:12 (Slow Rabbit, Supreme Boi, Moa "Cazzi Opeia" Carlebecker, Ellen Berg, Big Hit Music, Melanie Joy Fontana, Michel "Lindgren" Schulz, "Hitman" Bang, Yeonjun, Blvsh, Chris James, Jo Yoon-kyung)
3. Trust Fund Baby – 2:49 (Cate Downey, Big Hit Music, Slow Rabbit, Danke, Brian Phillips, Taehyun, Yi, Yeonjun, Hwang Yu-bin, Kim In-hyung)
4. Lonely Boy (네 번째 손가락 위타투) – 2:49 (Jason Hahns, Andrew Okamura, Yeonjun, El Capitxn, Huening Kai)
5. Thursday's Child Has Far to Go – 3:31 (Slow Rabbit, Beomgyu, Revin, Jo, Gabriel Brandes, Matt Thomson, Max Lynedoch Graham, Taehyun, "Hitman" Bang, Song Jae-kyung, January 8th, Carlebecker, Ninos Hanna, Fontana, Schulz, Alexander Karlsson, Nermin Haram, basic, Danke, Hwang)

## Formazione
- Soobin – voce
- Yeonjun – voce, testo e musica (tracce 2, 3, 4)
- Beomgyu – voce, testo e musica (traccia 5), produttore (traccia 5)
- Taehyun – voce, testo e musica (tracce 1, 3, 5)
- Hueningkai – voce, testo e musica (tracce 1, 4)

## Critica
L'Ep riceve recensioni positive dai critici. NME definisce ‘Minisode 2: Thursday’s Child' come un nuovo salto in avanti per la band che dimostra nuova inventiva e progresso mentre raccontano il loro viaggio nel dolore dovuto alla relazione romantiche  con questo lavoro, invece, Billboard inserisce l'EP nella loro classifica dei miglior album k-pop del 2022 sottolineando come il gruppo esplora molti stili diversi in soli 15 minuti e nominando  "Good Boy Gone Bad," "Thursday's Child Has Far to Go" e "Trust Fund Baby" come tracce di spicco.

## Successo Commerciale
L'album è stato certificato sia dalla KMCA, per aver venduto più di un milione di copie, che dalla RIAJ, per aver venduto più di 100.000 di copie nel territorio giapponese.
Inoltre, si è classificato al numero 4 della Billboard 200, il loro piazzamento più alto nella classifica all'anno 2022.

## Classifiche

### Classifiche Settimanali
| Classifica (2022) | Posizione massima |
| ----------------- | ----------------- |
| Austria           | 11                |
| Belgio (Fiandre)  | 14                |
| Belgio (Vallonia) | 12                |
| Canada            | 44                |
| Corea del sud     | 1                 |
| Croazia           | 3                 |
| Danimarca         | 39                |
| Finlandia         | 5                 |
| Francia           | 9                 |
| Germania          | 14                |
| Giappone          | 1                 |
| Polonia           | 1                 |
| Spagna            | 46                |
| Stati Uniti       | 4                 |
| Svezia            | 3                 |
| Svizzera          | 14                |
| Ungheria          | 3                 |

### Classifiche di fine anno
| Classifica (2022) | Posizione |
| ----------------- | --------- |
| Corea del Sud     | 7         |
| Francia           | 183       |
| Giappone          | 24        |
| Stati Uniti       | 192       |